# 八田知紀
八田 知紀（はった とものり、1799年10月13日（寛政11年9月15日）- 1873年（明治6年）9月2日）は、幕末に活躍した国学者、歌人、薩摩藩士である。号は桃岡。通称は喜左衛門。幼名は彦太郎。

## 経歴・人物
同じ薩摩藩士であった八田知直の子として薩摩国鹿児島郡鹿児島近在西田村（現在の鹿児島市常盤二丁目）に生まれる。1825年（文政8年）京都藩邸勤務を望んで上洛。翌年から香川景樹の指導を受け、1830年（天保元年）に山田清安を介して正式に入門。同時期に活躍し、同じ景樹の門人であった熊谷直好と共に桂園派の二高弟と称された。1845年（弘化）2年、直好と歌論に関する論争を行った。
1863年（文久3年）郁姫の入輿に伴って近衛家に仕え、勤王運動に関わった。明治維新後、神祇省と文部省を兼務し、1871年（明治4年）宮内省に出仕した。翌年歌道御用掛を命じられ、宮廷歌人として活躍した。門下に高崎正風、渋谷国安、原田豊秋、税所敦子、黒田清綱等がいる。
1903年（明治36年）贈従五位。

## 主な著作物

### 家集
- 『志能布久佐（しのぶ草）』
- 『都島集』

### 歌論
- 『しらべの直路』
- 『千代の古道』

　　以上のうち、歌論の二つは師匠の景樹から学んだ説に影響して刊行された。
『霧島山幽郷真語』
　　上記は、平田篤胤のもとめに応じたもの。天保二年編纂。
『經義大意』元治元年五月刊。